# Męka Chrystusa (obraz Hansa Memlinga)
Męka Chrystusa (Pasja Turyńska) – późnogotycki obraz niderlandzkiego malarza niemieckiego pochodzenia Hansa Memlinga, jednego z prymitywistów niderlandzkich, namalowany około 1470 roku techniką olejną na desce, o wymiarach 56,7 × 92,2 cm. Obraz znajduje się w Galleria Sabauda, w Turynie. W dziele tym uwidacznia się wpływ wielu nurtów artystycznych, od surowego stylu Rogiera van der Weydena po kompozycje chromatyczne Dirka Boutsa.

## Historia
Obraz został zamówiony prawdopodobnie przez Tommaso Portinariego oraz jego żonę Marię, którzy zawarli małżeństwo w 1470. Utożsamiani są z dwiema postaciami w dolnych rogach malowidła. W 1471 urodziła się ich pierwsza córka. Jako że na obrazie nie widnieje żadne z dzieci, badacze wysnuli wniosek, iż został on namalowany między 1470 a 1471.
Pierwszym, który wspomina o tym obrazie jest Giorgio Vasari w dziele Vite (1550). Dzieło znajdowało się wtedy w posiadaniu księcia Cosimo I. Ten podarował je papieżowi Piusowi V, który z kolei ofiarował je konwentowi dominikanów w Bosco Marengo w pobliżu Alessandrii. W 1796 konwent został splądrowany przez żołnierzy francuskich, ale jeden z mnichów ukrył obraz i przechował go aż do 1814. Wtedy dominikanie podarowali dzieło królowi Wiktorowi Emanuelowi I. Gdy w 1832 powstała w Turynie Galleria Sabauda, obraz stał się jednym z jej najcenniejszych eksponatów.

## Opis
Na obraz składa się cały szereg epizodów z ostatniego etapu życia Jezusa, aż po jego śmierć, zmartwychwstanie i ukazywanie się uczniom. Począwszy od lewego górnego rogu są to następujące sceny:
- wjazd Jezusa do Jerozolimy

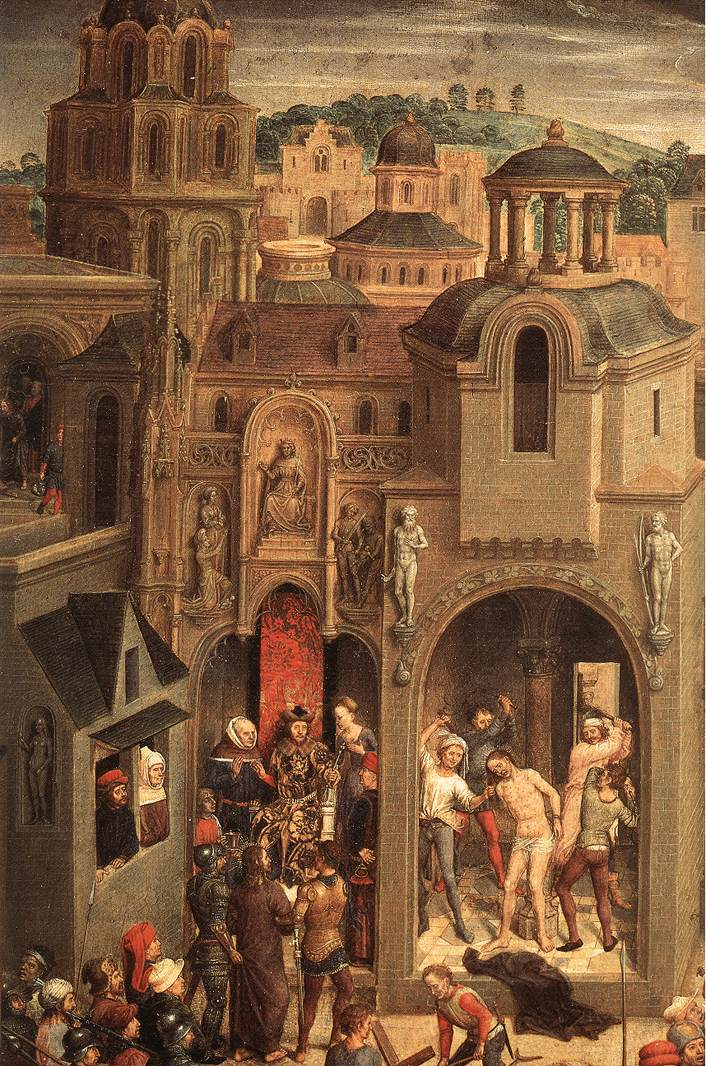
Hans Memling, Męka Chrystusa – fragment

- wypędzenie kupców ze Świątyni Jerozolimskiej
- Ostatnia Wieczerza
- zdrada Judasza
- modlitwa w Getsemani
- pocałunek Judasza
- św. Piotra zapiera się Jezusa
- Chrystus przez Kajfaszem
- Piłat umywa ręce
- biczowanie Jezusa
- ukoronowanie koroną cierniową
- Ecce Homo
- dźwiganie krzyża
- przybicie Chrystusa do krzyża
- Chrystus na krzyżu
- zdjęcie Chrystusa z krzyża
- złożenie ciała Chrystusa do grobu
- zejście do Otchłani
- Zmartwychwstanie
- Noli me tangere
- uczniowie w drodze do Emaus
- ukazanie się Chrystusa nad Jeziorem Tyberiadzkim

Niektóre sceny zachowują charakter prawie baśniowy, który przemienia się w realistyczny dramatyzm dopiero w scenach na Golgocie. Warto zauważyć pewien detal: nad portalem pomieszczenia, w którym Chrystus stoi przed Piłatem, znajdują się płaskorzeźby przedstawiające sąd Salomona. Postać klęcząca w lewym dolnym rogu obrazu to Tommaso Portinari, florencki bankier zamieszkały w Brugii, który zamówił dzieło. W prawym dolnym rogu uwidoczniona jest zaś jego żona Maria Baroncelli.